# Euonymus wilsonii
Euonymus wilsonii är en benvedsväxtart som beskrevs av Thomas Archibald Sprague. Euonymus wilsonii ingår i släktet Euonymus och familjen Celastraceae. Inga underarter finns listade.